# Varanus spenceri
Espèce
Synonymes
- Varanus ingrami Boulenger, 1906

Statut CITES
Le Varan de Spencer, Varanus spenceri, est une espèce de sauriens de la famille des Varanidae.

## Répartition
Cette espèce est endémique d'Australie. Elle se rencontre dans l'est du Territoire du Nord et dans le nord-ouest du Queensland.

## Étymologie
Cette espèce est nommée en l'honneur de Walter Baldwin Spencer.

## Publication originale
- Lucas & Frost, 1903 : Description of two new Australian lizards, Varanus spenceri and Diplodactylus bilineatus. Proceedings of the Royal Society of Victoria, vol. 15, p. 145-147 (texte intégral).